# Giacinto Maria Granara
Giacinto Maria Granara (* Anfang des 17. Jahrhunderts in Genua; † um 1670) war ein italienischer Theologe.
Granara trat in den Dominikanerorden ein und erwarb sich nach der Beendigung seiner theologischen Studien als Kanzelredner einen weit verbreiteten Ruf und großes Ansehen bei den Oberen seines Ordens. So stieg er in diesem zu höheren Ämtern auf. Zuletzt war er Generalinquisitor und starb um 1670.
Granara verfasste auf dem Gebiet der Moraltheologie die Schrift La scuola della vera sapienza (d. h. Schule der wahren Weisheit, Venedig 1665), die lange eine beliebte Lektüre war. Er soll auch Verfasser mehrerer asketischer Schriften gewesen sein, so De modo acquirendae perfectionis religiosae, De oratione mentali und Liber piarum meditationum.